# Darkseed
Darkseed est un groupe de metal gothique allemand, originaire de Munich. Après sa reformation en 2008, le groupe devient inactif depuis 2014.

## Biographie

### Débuts (1992–1994)
Darkseed, débutant comme un groupe de death metal, réalise deux démos en 1992 et 1993. Ils privilégient une méthode de composition inhabituelle se rapprochant du style gothique expérimental. Suit leur EP, Romantic Tales, en 1994, qui sera réédité en 1998.

### Succès et séparation (1994–2006)
Leur style évolue vers le metal gothique sur leur premier album Midnight Solemnly Dance, produit par Serenades Records en 1996. Le groupe signe avec Nuclear Blast pour leur second album Spellcraft un an plus tard. Ils continuent dans la lignée metal gothique en étant aussi influencés par le heavy metal. L'album est bien perçu et devient un succès. Ayant subi de nombreux changements de formation après leur succès underground, ils vivent une année de creux. Pendant cette période, Romantic Tales est réédité. Finalement, après les changements de formation, le groupe réalise son troisième album Give Me the Light en 1999, suivi de Diving Into Darkness en 2000, très bien reçu par les critiques. 
En janvier 2003, le groupe annonce la sortie de son nouvel Astral Adventures, le 28 avril en Europe. Le chanteur Stefan Hertrich quitte le groupe en 2003. Il revient en 2004 pour enregistrer Ultimate Darkness, qui est publié en 2005 au label Massacre Records. À la fin de 2004, Darkseed se retrouve remplacé par Stormwarrior au festival Night of Power organisé le 16 octobre au Live-Factory d'Adelsheim, près de Wurtzbourg, en Allemagne.
En 2006, Hertrich quitte de nouveau le groupe avec Martin Motnik, ce qui force le groupe à se dissoudre.

### Reformation (depuis 2008)
Le 24 juin 2008, ils annoncent sur leur site officiel que le groupe va se reformer pour se produire en live au Helion Festival le 4 octobre 2008. Le 3 septembre 2008, ils annoncent que leur ancien choriste et batteur, Harald Winkler, rejoindra le groupe en tant que chanteur afin de faire revivre Darkseed, avec un nouvel album attendu le 28 février 2010. Toujours en 2008, leurs albums Spellcraft, Give Me Light et Diving Into Darkness sont annoncés en réédition le 5 mai en Europe, et le 8 juillet aux États-Unis,. 
En juin 2010, le chanteur Winkler annonce la sortie d'un futur album, Poison Awaits, le 16 juillet au label Massacre Records. Le 21 juin, le groupe publie quelques extraits de l'album, qui est finalement reporté au 23 juillet. En juillet 2010, le groupe révèle une bande-annonce, puis la couverture de l'album. En janvier 2012, Darkseed annonce le départ du chanteur Harald Winkler, qui est remplacé par Mike Schmutzer. Le 17 avril 2012, ils annoncent la sortie d'un best-of, Astral Darkness Awaits. Depuis 2014, le groupe est inactif.

## Membres

### Membres actuels
- Harald Winkler – chœurs, batterie (1992-1996), chant (depuis 2008)
- Thomas Herrmann – guitare (depuis 1995)
- Tom Gilcher – guitare (depuis 1999)
- Armin Dörfler – clavier (depuis 2003)
- Maurizio Guolo – batterie (depuis 2004)
- Michael Behnke – basse (depuis 2005)

### Anciens membres
- Stefan Hertrich – chant, programmation (1992-2003, 2004-2006)
- Andi Wecker (décédé) – guitare (1992-1998)
- Jadek Dworok – guitare (1992-1995)
- Rico Galvagno – basse (1995-1999)
- Martin Motnik – basse (2003-2006)

### Membres invités
- Sasema – chant féminin (sur Midnight Solemnly Dance et Astral Adventures)
- Willi Wurm – batterie (1997-2000)
- Marcus B. – batterie (sur Astral Adventures)
- Sandra Ott – flûte (sur Midnight Solemnly Dance)
- Christian Decker – piano (sur Midnight Solemnly Dance)
- Raimund Repp – violon (sur Midnight Solemnly Dance)
- Catharina Boutai – chant féminin (sur Spellcraft)
- Christina Mann – chant féminin (sur Spellcraft)
- Gan Pierre Gelke – piano, claviers (sur Spellcraft)
- Doris Zwemuller – chant féminin (sur Give Me Light)
- Gabriel Isuku – percussions (sur Give Me Light)